# El Estímulo
El Estímulo es un periódico digital venezolano fundado el 15 de septiembre de 2014. Su propietaria es Paula Quinteros y su director general es Omar Lugo.

## Historia
El diario cuenta con una plantilla de 40 periodistas y 30 colaboradores externos. Su línea editorial es considerada crítica del gobierno de Maduro, así como de la oposición a este.
En 2016 la sede del periódico fue asaltada por dos ladrones, quienes iban con la cara descubierta, y dijeron «¡Ni se imaginan por qué estamos aquí!», agregando que no tenían miedo a ser arrestados; encerraron a algunos periodistas en la sala de conferencias, y se llevaron computadoras, teléfonos celulares y dinero en efectivo, huyendo después junto a dos motociclistas que los esperaban en la puerta. Las asociaciones de periodistas condenaron el hecho.
La Sociedad Interamericana de Prensa (SIP) premió al El Estímulo en 2017 por Excelencia periodística a los periodistas Andrea Tosta, Johanna Osorio, Johann Starchevich, Jefferson Díaz, Emily Avendaño, Julio Materano, Fabianny Crespo, Alexis Correia, Fabiola Ferrero, Cristian Hernández, Andrea Hernández, Dagne Cobo, Pedro Agranitis, Arnaldo Espinoza, Víctor Amaya y Manuel Sánchez. En 2018 le fue otorgado al medio el Premio Protestas en Venezuela por su «extraordinaria cobertura de los 100 días de protestas realizados en Venezuela en 2017».
En 2021 la serie Neveras vacías, las tristes fotografías del hambre en Venezuela, de Daniel Hernández, publicada en El Estímulo, ganó la subcategoría Historias de información general de la categoría Fotoperiodismo del Premio IPYSve 2021.
En 2023 la SIP premió a El Estímulo como parte de la Coalición Informativa C-Informa de Venezuela en su categoría de periodismo de datos «por revelar los modos en que opera en Instagram la estrategia de desinformación del régimen de Nicolás Maduro contra la oposición; un convincente ejemplo de periodismo de denuncia».